# Enrique Nieto Ulíbarri
Enrique Nieto Ulíbarri (Valle de Trápaga, 7 de enero de 1890- Bilbao, 2 de junio de 1963) fue un pintor español.

## Biografía
Nacido en el barrio de La Arboleda, pronto se trasladó a Bilbao, donde cursó estudios en la Escuela de Artes y Oficios.  Participó en diferentes exposiciones celebradas en Bilbao en los años 1924, 1927, 1946 y 1955. En la Exposición Provincial de Bellas Artes celebrada en Bilbao fue premiada con tercera medalla una obra suya titulada Paisaje. 

## Obra
Paisajes vascos, y por encima de todos, los rincones urbanos de su Bilbao, llenos de lirismo sosegado, evocados en medios tonos. Se aprecia la influencia de la obra de Darío de Regoyos. El crítico Angel Marrodán escribió acerca de Nieto: El hecho de considerarse por él un pintor fracasado demuestra que no lo era. Un deber de exigencia le hacía ser artista puro, amoroso estudiante del lienzo, dilecto contemplador del motivo bello, auténtico amigo de la naturaleza a la que poder exaltar, con un estilo lírico como el de E. Nieto Ulíbarri, sin mayores complicaciones técnicas, pero con el gran acierto de saber plasmar la imagen (esto es, lo artístico) y resolver con habilidad el tratamiento de los planos lejanos (esto es, lo técnico), constante de su producción y pilares de su plástica forma de ser.